# 32766 Voskresenskoe
32766 Voskresenskoe este un asteroid din centura principală de asteroizi.

## Descriere
32766 Voskresenskoe este un asteroid din centura principală de asteroizi. A fost descoperit pe 21 octombrie 1982 la Observatorul de Astrofizică din Crimeea de Liudmila Juravliova. Asteroidul prezintă o orbită caracterizată de o semiaxă mare de 2,42 ua, o excentricitate de 0,27 și o înclinație de 5,5° în raport cu ecliptica.